# Acrobyla fibigeri
Acrobyla fibigeri is een vlinder van de familie van de uilen (Noctuidae). De wetenschappelijke naam van deze soort is voor het eerst voorgesteld als Metopoceras fibigeri door Hermann Hacker en Aidas Saldaitis in een publicatie uit 2011.
De soort komt voor in Jemen.